# Майкл Томпсон
Ма́йкл То́мпсон (англ. Michael Thompson; нар. 11 лютого, 1954, Нью-Йорк, США) — американський гітарист.

## Біографія
Гітариста активно запрошують для участі у записі альбомів різні відомі музиканти протягом 1980-х, 90-х і 2000-х років, що охоплюють різні жанри поп, рок, R & B, кантрі і Латинську музику. Томпсон продовжує грати свої композиції на сольних альбомів і концертів, і заснував мелодійний рок-групу «TRW» в 2007 році.
Томпсон і його дружина Глорія, у шлюбі з 1977 року, мають четверо дітей, живуть в Калвер-Сіті, штат Каліфорнія.

## Дискографія

### Сольні альбоми
- Michael Thompson Band (1989) Michael Thompson Band
- The World According to M.T. (1998) Solo
- M.T. Speaks (2005) Solo
- Rivers of Paradise (2007) TRW
- Michael Thompson Band (Remastered re-release with newly recorded bonus tracks, 2007) Michael Thompson Band

## Джерело
Michael Thompson at AllMusic